# Lək (Samux)
Lək è un comune dell'Azerbaigian situato nel distretto di Samux. Conta una popolazione di 1 137 abitanti.